# Lilley
Lilley – wieś w Anglii, w hrabstwie Hertfordshire, w dystrykcie North Hertfordshire. Leży 25 km na północny zachód od miasta Hertford i 50 km na północ od centrum Londynu.